# Campeonato mundial A de hockey patines masculino de 1953
El IX Campeonato mundial de hockey sobre patines masculino y XIX  Campeonato europeo se celebró en Ginebra, Suiza, entre el 29 de mayo y el 6 de junio de 1953. 
En el torneo participaron las selecciones de 13 países repartidas en la primera ronda en 2 grupos de 6 y 7 equipos cada uno.
Los cuatro primeros puestos fueron decididos por medio de una liguilla en la que la selección de Italia se proclamó vencedora por delante de Portugal. La medalla de Bronce fue para la selección de España.

## Equipos participantes
De las 13 selecciones nacionales participantes del torneo, 11 son de Europa, 1 de América y 1 de África.
| Grupo A      | Grupo B             |
| Brasil       | Alemania Occidental |
| Egipto       | Bélgica             |
| España       | Dinamarca           |
| Inglaterra   | Francia             |
| Irlanda      | Italia              |
| Países Bajos | Suiza               |
| Portugal     |                     |

## Torneo

### Primera Fase

#### Grupo A
| Equipo       | Pts | PJ | PG | PE | PP | GF | GC | Dif |
| ------------ | --- | -- | -- | -- | -- | -- | -- | --- |
| Portugal     | 11  | 6  | 5  | 1  | 0  | 33 | 4  | +29 |
| España       | 10  | 6  | 4  | 2  | 0  | 34 | 5  | +29 |
| Inglaterra   | 8   | 6  | 4  | 0  | 2  | 32 | 13 | +19 |
| Países Bajos | 7   | 6  | 3  | 1  | 2  | 22 | 18 | +4  |
| Brasil       | 3   | 6  | 1  | 1  | 4  | 11 | 32 | -21 |
| Irlanda      | 3   | 6  | 1  | 1  | 4  | 8  | 38 | -30 |
| Egipto       | 0   | 6  | 0  | 0  | 6  | 9  | 39 | -30 |

| Inglaterra   | 4:2  | Países Bajos |
| Portugal     | 8:0  | Brasil       |
| Egipto       | 2:4  | Irlanda      |
| España       | 3:1  | Inglaterra   |
| España       | 7:0  | Brasil       |
| Egipto       | 3:11 | Inglaterra   |
| Portugal     | 7:2  | Países Bajos |
| Portugal     | 10:0 | Irlanda      |
| Brasil       | 4:6  | Países Bajos |
| Irlanda      | 1:9  | Inglaterra   |
| Países Bajos | 2:2  | España       |
| Brasil       | 4:2  | Egipto       |
| Portugal     | 3:0  | Inglaterra   |
| Irlanda      | 2:2  | Brasil       |
| Portugal     | 1:1  | España       |
| Países Bajos | 5:0  | Irlanda      |
| Inglaterra   | 7:1  | Brasil       |
| España       | 11:0 | Egipto       |
| Portugal     | 4:1  | Egipto       |
| España       | 10:1 | Irlanda      |
| Egipto       | 1:5  | Países Bajos |

#### Grupo B
| Equipo              | Pts | PJ | PG | PE | PP | GF | GC | Dif |
| ------------------- | --- | -- | -- | -- | -- | -- | -- | --- |
| Italia              | 9   | 5  | 4  | 1  | 0  | 26 | 8  | +18 |
| Suiza               | 7   | 5  | 3  | 1  | 1  | 16 | 8  | +8  |
| Bélgica             | 6   | 5  | 3  | 0  | 2  | 22 | 6  | +16 |
| Alemania Occidental | 6   | 5  | 3  | 0  | 2  | 19 | 14 | +5  |
| Francia             | 2   | 5  | 1  | 0  | 4  | 6  | 15 | -9  |
| Dinamarca           | 0   | 5  | 0  | 0  | 5  | 6  | 44 | -38 |

| Suiza               | 4:1  | Alemania Occidental |
| Bélgica             | 12-0 | Dinamarca           |
| Alemania Occidental | 3:6  | Italia              |
| Suiza               | 2:1  | Francia             |
| Francia             | 1:3  | Alemania Occidental |
| Suiza               | 8:0  | Dinamarca           |
| Dinamarca           | 3:8  | Alemania Occidental |
| Italia              | 2:1  | Bélgica             |
| Suiza               | 0:4  | Bélgica             |
| Italia              | 3:1  | Francia             |
| Dinamarca           | 2:3  | Francia             |
| Alemania Occidental | 4:0  | Bélgica             |
| Suiza               | 2:2  | Italia              |
| Italia              | 13:1 | Dinamarca           |
| Francia             | 0:5  | Bélgica             |

### Fase final

#### Puestos 11 y 12
| Fecha    | Partido | Partido | Partido   | Resultado |
| -------- | ------- | ------- | --------- | --------- |
| 04.06.53 | Irlanda | -       | Dinamarca | 5-1       |

#### Puestos 9 y 10
| Fecha    | Partido | Partido | Partido | Resultado |
| -------- | ------- | ------- | ------- | --------- |
| 05.06.53 | Brasil  | -       | Francia | 1-1       |

1. ↑  Francia fue proclamada vencedora del partido debido a su mejor diferencia de goles en la fase de grupos

#### Puestos 7 y 8
| Fecha    | Partido      | Partido | Partido             | Resultado |
| -------- | ------------ | ------- | ------------------- | --------- |
| 05.06.53 | Países Bajos | -       | Alemania Occidental | 1-4       |

#### Puestos 5 y 6
| Fecha    | Partido    | Partido | Partido | Resultado |
| -------- | ---------- | ------- | ------- | --------- |
| 06.06.53 | Inglaterra | -       | Bélgica | 1-2       |

#### Puestos del 1 al 4
| Equipo   | Pts | PJ | PG | PE | PP | GF | GC | Dif |
| -------- | --- | -- | -- | -- | -- | -- | -- | --- |
| Italia   | 6   | 3  | 3  | 0  | 0  | 9  | 2  | +7  |
| Portugal | 4   | 3  | 2  | 0  | 1  | 8  | 5  | +3  |
| España   | 2   | 3  | 1  | 0  | 2  | 2  | 3  | -1  |
| Suiza    | 0   | 3  | 0  | 0  | 3  | 3  | 11 | -9  |

| España   | 1:0 | Suiza    |
| Portugal | 0:3 | Italia   |
| España   | 1:2 | Portugal |
| Italia   | 4:2 | Suiza    |
| España   | 0:1 | Italia   |
| Portugal | 6:1 | Suiza    |

## Estadísticas

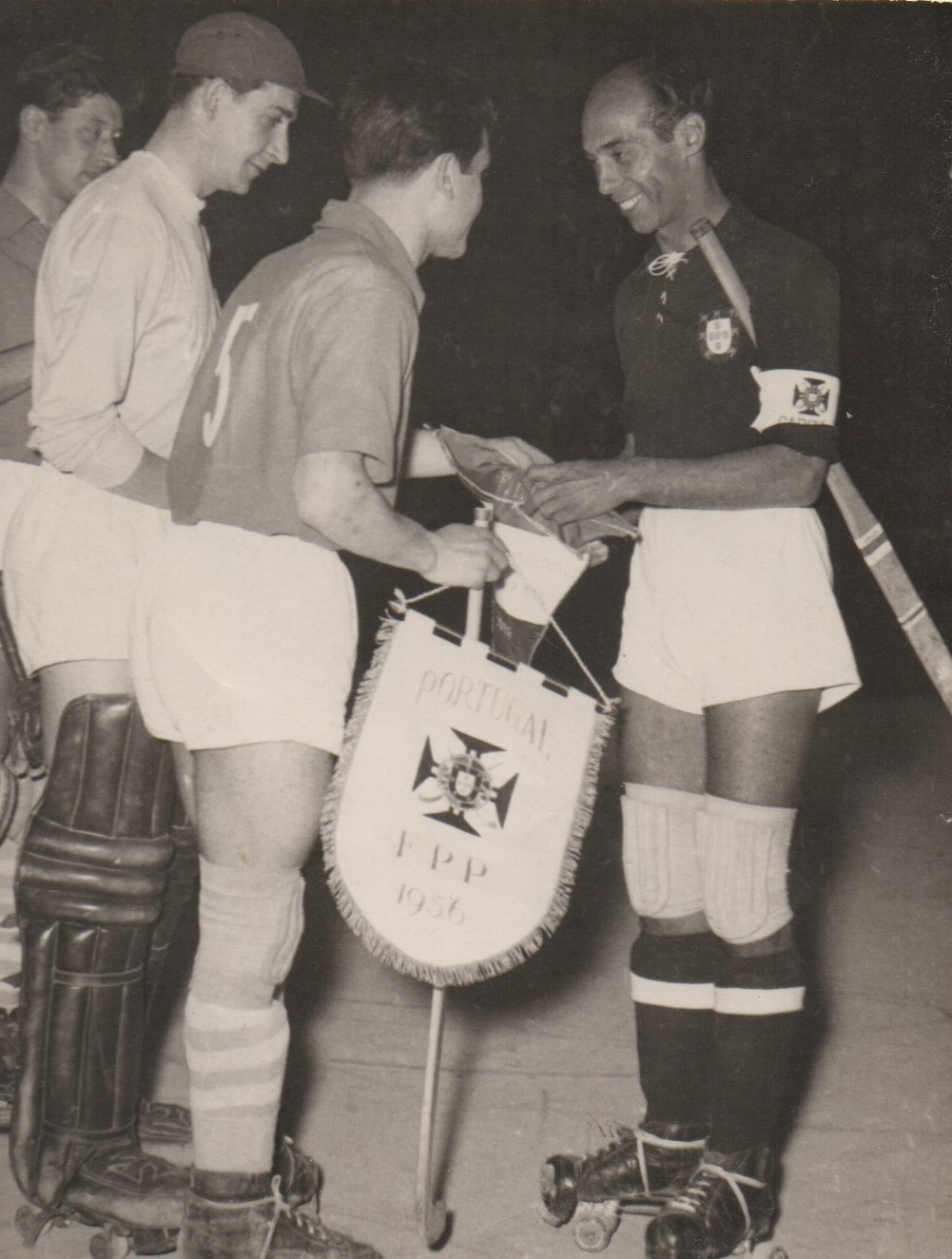
Italia logró su primer título mundial al imponerse a Portugal

### Clasisficación general
| 1. Italia              |
| 2. Portugal            |
| 3. España              |
| 4. Suiza               |
| 5. Bélgica             |
| 6. Inglaterra          |
| 7. Alemania Occidental |
| 8. Países Bajos        |
| 9. Francia             |
| 10. Brasil             |
| 11. Irlanda            |
| 12. Dinamarca          |
| 13. Egipto             |